# 파나마의 코로나19 범유행

다음은 파나마의 코로나19 범유행 현황에 대한 설명이다.
2020년 코로나바이러스 유행병은 2020년 3월 10일 파나마로 확산된 것으로 확인됐다. 파나마에서는 2020년 4월 8일 현재 2528건, 63명이 사망하고 16명이 회복되었다고 보고하였다. 사망자 중 한 명은 64세 남성으로, 이 역시 당뇨병과 폐렴 합병증을 앓았다. 감염자 중 83명이 병원에 입원했다. 감염된 사람들은 29세에서 59세 사이의 연령대에 속하며 각각 최근에 해외로 여행을 떠났다. 13세 소녀가 3월 23일 COVID-19로 사망했다.
정부는 2020년 3월 13일 비상사태를 선포했다. 이 조치로 COVID-19를 퇴치하기 위한 상품과 서비스를 구입하는 데 180일 동안 5천만 달러를 사용할 수 있게 되었다.

## 배경
세계보건기구(WHO)는 12일 2019년 12월 31일 처음 WHO의 주목을 받았던 중화인민공화국 후베이성 우한시의 한 집단에서 신종 코로나바이러스가 호흡기 질환의 원인임을 확인했다. 이 군단은 처음에 우한화난수산물도매시장과 연결되어 있었다. 그러나 실험실 확정 결과가 나온 그 첫 사례들 중 일부는 시장과 연관성이 없었고, 전염병의 근원은 알려져 있지 않다.
2003년 사스와 달리 COVID-19의 경우 치명률은 훨씬 낮았지만, 총 사망자 수가 상당할 정도로 감염 경로는 훨씬 더 컸다. COVID-19는 전형적으로 약 7일 정도의 독감과 유사한 증상을 보이며, 그 후 일부 사람들은 병원에 입원해야 하는 바이러스성 폐렴의 증상으로 발전한다. 3월 19일부터 COVID-19는 더 이상 "높은 결과 감염병"으로 분류되지 않았다.

## 같이 보기
- 북아메리카의 코로나19 범유행
- 멕시코의 천연두 역사
- 2013~2014년 치쿤구니야 유행
- 2009년 인플루엔자 범유행